# Quốc sản 007
Quốc Sản 007 (tựa gốc chữ Hán: 國產凌凌漆 - Quốc Sản Lăng Lăng Tất; tựa tiếng Anh: From Beijing with Love) là một bộ phim hành động - hài hước của Hồng Kông do Châu Tinh Trì và Lý Lực Trì đồng đạo diễn. Châu Tinh Trì thủ vai chính trong phim. Bộ phim do hãng Win's Movie Production Ltd sản xuất, công chiếu lần đầu tiên vào năm 1994. Bộ phim giễu nhại lại loạt phim James Bond và nhân vật điệp viên 007. Bộ phim cũng hơi mang tính chất châm biếm Chủ nghĩa Cộng sản.

## Nội dung
Một kẻ dùng súng vàng (Hoàng Cẩm Giang) ăn cắp hóa thạch sọ khủng long duy nhất của Trung Quốc. Một tư lệnh công an đã cử 007 (Châu Tinh Trì), một cựu điệp viên kiêm bán dạo thịt lợn, đi tìm lại sọ khủng long bị mất với đầu mối ở Hồng Kông. Vũ khí 007 thường sử dụng chính là con dao to chuyên dùng để chặt thịt lợn. Khi đến Hồng Kông, 007 gặp Lý Hương Cầm (Viên Vịnh Nghi), người được cử đến giúp đỡ anh trong nhiệm vụ này. Tuy nhiên Hương Cầm thực ra lại là thuộc cấp của Súng Vàng, mà Súng Vàng lại chính là viên tư lệnh công an đã giao nhiệm vụ cho 007.
007 và Hương Cầm đi ăn trong một khu trung tâm thương mại, nơi này xảy ra vụ cướp và 007 đã dùng dao giết chết cả ba tên cướp một cách đầy ấn tượng. Súng Vàng ra lệnh cho Hương Cầm hướng 007 đến một đầu mối giả: rất có thể Lại Hữu Vi (Lương Khắc Tốn) - một trùm buôn lậu ở Hồng Kông đã lấy cắp sọ khủng long. Với sự trợ giúp của Hương Cầm, 007 đã lẻn vào buổi tiệc của Lại Hữu Vi. Trước khi vào 007 có nói với Hương Cầm rằng anh sẽ lấy vài bông hồng trắng để tặng cô. Trong khi đó, Hương Cầm trốn bên ngoài với ý định mưu sát 007. Tuy nhiên cô bị xao lãng khi 007 đàn piano và hát bài hát mang tên mẹ cô - Lý Hương Lan. Sau đó hai sát thủ, một nam một nữ, xuất hiện và định giết 007, nhưng anh thoát được. Hương Cầm bắt đầu bắn 007 nhưng không trúng và để anh chạy thoát ra ngoài cổng. Đột nhiên 007 chạy ngược lại phía bụi hoa bên trong, lúc này anh mới bị Hương Cầm bắn trúng nhiều phát đạn vào người và một phát vào đùi. Anh không chết mà chỉ bị thương ở đùi vì có mặc áo chống đạn nhưng không mặc quần chống đạn. Sau khi thoát ra ngoài biệt thự, 007 lên xe cùng Hương Cầm và tặng cô 3 bông hồng trắng, anh đã quay lại hái những bông hoa này nên mới bị trúng đạn của cô. Hương Cầm bắt đầu phát sinh tình cảm với 007, cô đưa anh về nhà và mổ lấy đạn giúp anh.
Khi 007 biết được sự thật là Hương Cầm muốn giết mình, anh bỏ về Trung Quốc. Hai sát thủ bí ẩn kia bắt giữ Hương Cầm rồi cũng đưa cô đến căn cứ của Súng Vàng ở Trung Quốc. Súng Vàng ra lệnh cho binh lính xử bắn 007, nhưng anh được thả ra nhờ dùng tiền hối lộ binh lính. Súng Vàng giết chết hai sát thủ, hắn định giết luôn Hương Cầm nhưng 007 đến cứu cô. 007 dùng con dao to chém vào người Súng Vàng, nhát dao xuyên qua áo giáp của hắn, giết chết hắn. Sau này 007 và Hương Cầm sống hạnh phúc bên nhau.

## Diễn viên
- Châu Tinh Trì (Stephen Chow) trong vai 007 / Lăng Lăng Tất Điệp Viên (phiên âm của Lăng Lăng Tất giống "linh linh thất", tức là 007)
- Viên Vịnh Nghi (Anita Yuen) trong vai Lý Hương Cầm
- La Gia Anh (Law Kar-Ying) trong vai Đạt Văn Tây (đọc như Da Vinci)
- Hoàng Cẩm Giang (Wong Kam-Kong) trong vai Súng Vàng / Tư lệnh công an
- Trần Bảo Liên (Pauline Chan) trong vai Nữ sát thủ có tuyệt chiêu Cao nhiệt Hỏa diễm
- Trịnh Tổ (Joe Cheng Cho) trong vai Sát thủ răng thép có tuyệt chiêu Thiết giáp Phi quyền
- Lý Lực Trì (Lee Lik-Chi) trong vai cao thủ võ thuật bị hành quyết, có tuyệt chiêu Thiết thối Thủy thượng phiêu
- Hoàng Nhất Phi (Wong Yat-Fei) trong vai phạm nhân mù bị hành quyết
- Lương Khắc Tốn (Leung Hak-Shun) trong vai Lại Hữu Vi
- Vu Vinh Quang (Yu Rong-Guang) trong vai 002, điệp viên bị Súng Vàng giết ở đầu phim
- Tăng Thủ Minh trong vai Tên ăn cướp

## Âm nhạc
Bài hát nhân vật 007 đàn piano và hát là bài Lý Hương Lan của Trương Học Hữu (Jacky Cheung), một trong Tứ đại Thiên Vương của Hồng Kông.